# Chapelle Sainte-Scholastique
 (juillet 2025).
La chapelle Sainte-Scholastique est une chapelle catholique qui dépendait du manoir de Monthibeault.

## Localisation
La chapelle Sainte-Scholastique est une chapelle catholique située sur le territoire de la commune française de Saint-Jean-d'Assé, au nord du Mans, dans le département de la Sarthe, dans la région des Pays de la Loire.

## Historique
Cette chapelle dépendait du manoir féodal de Monthibeault dont il ne subsiste plus que quelques pans de mur.
L'édifice a été dédiée à sainte Scholastique par le seigneur Jean de Monthibault en 1204 avec l'autorisation du chapitre de la cathédrale.
Sainte Scholastique, moniale, a été la sœur jumelle de saint Benoît.

## Architecture
Cette chapelle romane a été construite en calcaire et en grès roussard. Elle est ornée d’un campanile (ajouté au XVIIe siècle) à l’opposé de l’abside semi-circulaire qui fait corps avec la nef. Cet édifice religieux est riche de plusieurs styles s’étalant du XIIe au XVIIe siècle.
À l’intérieur, un retable du XVIIIe siècle comprend les statues de sainte Scholastique, sainte Marguerite, sainte Marie et saint Roch. Retable du maître-autel avec son autel, bois peint et doré. Retable et statues classés depuis le 30 décembre 1982[réf. incomplète].